# キビヒトリシズカ
キビヒトリシズカ（吉備一人静、学名: Chloranthus fortunei）は、センリョウ科チャラン属に属する多年草の1種である。茎の先端付近にふつう4枚の葉が輪生状につき、中央から白いブラシ状の花序が1本伸びる（図1）。花は花被を欠き、3本の細長い雄しべの葯隔が白く目立つ。日本を含む東アジアに分布する。ヒトリシズカに類似するが、雄しべの葯隔がより長い。日本では初めに岡山県（吉備国）で発見されたため、「キビヒトリシズカ」の名がつけられた。有毒であるが、中国では薬用に利用されることがある。日本では絶滅危惧II類に指定されている（2020年現在）。

## 特徴
短い地下茎から、数本の茎が直立する多年草であり、高さ15–50センチメートル (cm)。茎の下部3–4節には三角形の鱗片葉がつき、上部の2節 (ときに3節) に大型の葉が十字対生する (下図2a)。大型の葉がつく節間はふつうごく狭いが、ときに 1–6 cm になる。葉の葉柄は長さ 1–2.5 cm、葉身は広楕円形から卵状楕円形、5–13 × 2.5–8 cm、薄く表裏とも無毛、先端は短く尖り、基部は鋭形、葉縁には鋭い鋸歯がある (下図2a)。葉脈は羽状、側脈は4–6対。
花期は4–5月、密に花をつけた1本の穂状花序が頂生する (上図2a)。花序の長さは花期には約 2 cm、果期には伸長して約 3 cm になる。花は香気があり、両性、花被を欠き、苞は倒卵形で幅2.5–3ミリメートル (mm)、長さ 1.5 mm、深く3裂している。雌しべの子房の背側 (背軸側) に雄しべがついている。雄しべは白色、3個が基部で合着し (1個の雄しべが3裂したともされる)、3本の葯隔が糸状に伸びている (長さ 8–12 mm) (上図2a)。中央の葯隔の内側には2個の黄色の葯があり、左右の葯隔の基部内側にそれぞれ1個の葯がある。雌しべの子房は長さ約 1 mm。果期は5–6月、果実は淡緑色、倒卵状球形、長さ 3 mm。染色体数は 2n = 30, 60。
ヒトリシズカ (上図2b) は本種に類似するが、葉に光沢があり葉先が急に狭まり細く尖る傾向があること、苞の先端が平らか浅く2–3裂すること、雄しべの葯隔長が 3–5 mm と短いこと、ふつう中央の1対の葯を欠き左右外側に1個ずつの葯しかないことで区別できる。

## 分布と生育環境
日本 (瀬戸内海沿岸から九州北部)、朝鮮半島南部、中国中部に分布する。山野の林内に生える。

## 保全状況評価
絶滅危惧II類 (VU)（環境省レッドリスト）
日本では生育環境の減少や園芸目的の乱獲によって減少し、絶滅危惧Ⅱ類に指定されている (2020年現在)。また下記のように、個々の都道府県でも絶滅危惧種に指定されている。以下は2020年現在の各都道府県におけるレッドデータブックの統一カテゴリ名での危急度を示している。
- 絶滅危惧I類: 和歌山県、岡山県、山口県、福岡県、長崎県
- 絶滅危惧II類: 兵庫県、広島県、香川県
- 情報不足: 愛媛県